# Potentilla obovatifolia
Potentilla obovatifolia är en rosväxtart som beskrevs av Per Axel Rydberg. Potentilla obovatifolia ingår i Fingerörtssläktet som ingår i familjen rosväxter. Inga underarter finns listade i Catalogue of Life.